# 대동고등학교 (부산)
대동고등학교(大東高等學校)는 대한민국 부산광역시 사하구 신평동에 있는 사립 고등학교이다.

## 학교 연혁
- 1949년 3월 11일 : 학교법인 대동학원 인가
- 1964년 12월 5일 : 대동고등학교 설립인가
- 1965년 3월 13일 : 개교 및 입학식, 초대 교장 하영남 선생 취임
- 1976년 6월 24일 : 학교 법인 대동학원을 국성학원으로 명칭 변경
- 1993년 11월 18일 : 신축교사 이전(사하구 을숙도대로 709번길 27)
- 2009년 2월 18일 : 다목적 강당 증축
- 2011년 2월 17일 : 인조잔디 운동장 조성
- 2011년 7월 22일 : 교과교실(수학, 영어, 과목중점형) 운영학교 선정
- 2013년 2월 28일 : 옥상 학생 휴게 공간 '동초 쉼터' 조성
- 2021년 9월 1일 : 제17대 임종선 교장 취임
- 2023년 3월 2일 : 부산형 자율교육과정 모델학교 선정, 인공지능교육 선도학교 선정
- 2024년 2월 21일 : 제57회 졸업식 거행(졸업생 총수 24,070명)

## 참고 자료
- 대동고등학교 - 한국교육학술정보원 학교알리미